# Лыжные гонки на зимних Олимпийских играх 1980 — эстафета 4×5 км (женщины)
Женская лыжная эстафета 4 по 5 км на зимних Олимпийских играх 1980 года в Лейк-Плэсиде была проведена 21 февраля в лыжном комплексе у подножия горы Ван Ховенберг. 
Впервые олимпийскими чемпионками стала сборная Германской Демократической Республики, более чем на минуту опередившая сборную СССР. Действующие чемпионки мира финки остались без медалей, заняв 5 место.

## Медалисты
| Золото                                                                  | Серебро                                                                          | Бронза                                                                |
| ГДР · Марлис Росток · Карола Андинг · Вероника Хессе · Барбара Петцольд | СССР · Нина Фёдорова-Балдычева · Нина Рочева · Галина Кулакова · Раиса Сметанина | Норвегия · Бритт Петтерсен · Анетте Бёэ · Марит Мюрмель · Берит Эунли |

## Результаты
| Место | Номер | Спортсменки                                                                   | Страна       | Время      |
| ----- | ----- | ----------------------------------------------------------------------------- | ------------ | ---------- |
| 1     | 2     | Марлис Росток Карола Андинг Вероника Хессе Барбара Петцольд                   | ГДР          | 1:02:11.10 |
| 2     | 3     | Нина Фёдорова-Балдычева Нина Рочева Галина Кулакова Раиса Сметанина           | СССР         | 1:03:18.30 |
| 3     | 5     | Бритт Петтерсен Анетте Бёэ Марит Мюрмель Берит Эунли                          | Норвегия     | 1:04:13.50 |
| 4     | 6     | Дагмар Палечкова-Швубова Габриэла Секаёва-Свободова Бланка Паулу Квета Ериова | Чехословакия | 1:04:31.39 |
| 5     | 1     | Марья Аурома Марья Лиса Хямяляйнен Хелена Такало Хилькка Рийхивуори           | Финляндия    | 1:04:41.28 |
| 6     | 4     | Мари Юханссон-Рисбю Карин Ламберг-Ског Ева Ульссон Лена Карлсон-Лундбек       | Швеция       | 1:05:16.32 |
| 7     | 7     | ...                                                                           | США          | 1:06:55.41 |
| 8     | 8     | ...                                                                           | Канада       | 1:07:45.75 |